# أليشا أوستريكر
أليشا سوسكين أوستريكر (بالإنجليزية: Alicia Ostriker)‏ (ولدت في 11 نوفمبر عام 1937): هي شاعرة وباحثة أمريكية تكتب الشعر النسوي اليهودي. وصفها التقدميين بأنها «شاعرة أمريكا الأكثر إنصافًا». بالإضافة إلى ذلك، كانت واحدة من أوائل النساء الشاعرات في أمريكا اللواتي كتبنَ ونشرنَ قصائد تناقش موضوع الأمومة. في عام 2015، انتُخبت مستشارة لأكاديمية الشعراء الأمريكيين. في عام 2018، سُميت بأنها الحائزة على جائزة شاعر ولاية نيويورك.

## حياتها الشخصية وتحصيلها العلمي
ولد أوستريكر في بروكلين، نيويورك، لديفيد سوسكين وبياتريس لينيك سوسكين. نشأت في مشاريع مانهاتن السكنية في أثناء فترة الكساد الكبير. عمل والدها في إدارة متنزهات مدينة نيويورك. قرأت والدتها لها شعر وليام شكسبير وروبرت براونينغ، وبدأت أليشا بكتابة الشعر، وكذلك الرسم منذ سن مبكرة. في البداية، عندما كانت مراهقة تمنت أن تكون فنانة وأن تدرس الفن. سلطت كتبها، أغاني (1969) وحلم الربيع (1979)، الضوء على رسومها التوضيحية. ذهبت أوستريكر في التعليم الثانوي إلى مدرسة فيلدستون للثقافة الأخلاقية عام 1955.
حصلت على درجة البكالوريوس من جامعة برانديز عام (1959)، وحصلت على الماجستير عام (1961) والدكتوراه عام (1964) من جامعة ويسكونسن ماديسون. في السنة الأولى من المرحلة الجامعية، حضرت أوستريكر مؤتمرًا علَّق فيه أستاذ جامعي زائر على شعرها بقوله: «أنتنَ النساء شاعرات تصويريات للغاية، أليس كذلك؟» دفعها هذا التعليق إلى أن تفكر مليًا في معنى أن تكون شاعرة نسوية. لم تفكر في هذا المصطلح من قبل وأدركت أن الرجال كانوا منزعجين عندما كتبت النساء عن أجسادهنَ، أصبح هذا اللقاء لحظة فارقة في حياتها، ومنذ تلك اللحظة، كتبت قصائد تناقش فيها مختلف جوانب المرأة: الحياة الجنسية، والأمومة، والحمل، وحالات الوفاة. من ناحية أخرى، أصبحت أطروحتها في الدكتوراه، عن عمل وليم بليك، كتابها الأول، الخيال والشعر في أعمال وليم بليك (1965). في وقت لاحق، حررت قصائد بليك الكاملة لبينجوين بريس. شرحتها.
تزوجت من عالم الفلك إرميا بول أوستريك، الذي درّس في جامعة برينستون (1971-2001). لديهم ثلاثة أطفال: ريبيكا (1963) وإيف (1965) وغابرييل (1970). كانت مقيمة في برينستون، نيو جيرسي.